# Consiglio nazionale della pubblica istruzione
Il Consiglio nazionale della pubblica istruzione era un organo collegiale della scuola a livello centrale, istituito dal DPR del 31 maggio 1974, n. 416. Fu sostituito dal 1999 con un nuovo Consiglio superiore della pubblica istruzione.
Aveva sede a Roma, presso il Ministero dell'istruzione.

## Storia
Il Consiglio superiore della pubblica istruzione fu istituito il 30 novembre 1847 nel Regno di Sardegna, come organo consultivo dapprima regio, e, in seguito alla promulgazione dello Statuto Albertino, governativo. Veniva confermato dalla legge Casati del 13 novembre 1859, articolo 7 e seguenti, quale organo dell'amministrazione centrale della pubblica istruzione del Regno di Sardegna e, dal 1861, del Regno d'Italia. Risultava composto da ventuno membri, quattordici ordinari e sette straordinari non retribuiti, tutti di nomina regia. Aveva funzione consultiva del governo in materia di istruzione e redigeva i programmi scolastici A discrezione del ministro in carica, poteva lavorare diviso in tre commissioni, una per ogni grado dell'istruzione. Selezionava i candidati alla cattedra di professore universitario delle università del Regno e fungeva anche da commissione disciplinare sia per i professori che per gli studenti universitari.
Il primo consiglio superiore dell'Italia repubblicana, divenuto elettivo, si insediò il 6 agosto 1948, inaugurato dal Presidente del Consiglio De Gasperi e dal ministro Gonella con competenze dalla scuola primaria a quella universitaria.
Il DPR nº 416 del 31 maggio 1974, parte dei cosiddetti "Provvedimenti delegati sulla scuola" dei governi Rumor IV e V, creò il Consiglio nazionale della pubblica istruzione. Questo nuovo organismo ereditò le funzioni precedentemente svolte dalla seconda e terza sezione del Consiglio superiore della pubblica istruzione, dalla quarta e quinta sezione del Consiglio superiore delle antichità e belle arti (istituito nel 1907) e dal Consiglio di disciplina (istituito nel 1947). I ruoli di questo nuovo organismo furono riperimetrati dall'articolo 25 del D. lgs 297/1994, il famoso "testo unico" delle norme in materia di istruzione.
Con la riforma degli organi collegiali contenuta nel decreto legislativo nº 233 del 30 giugno 1999, il Consiglio nazionale fu di fatto sostituito con un nuovo Consiglio superiore della pubblica istruzione, più snello. Il Consiglio superiore della pubblica istruzione è stato costituito con le elezioni del 28 aprile 2015, i cui risultati sono stati pubblicati il 23 giugno.

## Funzioni
Il D. lgs 233/1999 attribuisce al Consiglio superiore della pubblica istruzione i ruoli di:
- "garanzia dell'unitarietà del sistema nazionale dell'istruzione";
- "supporto tecnico-scientifico per l'esercizio delle funzioni di governo nelle materie di cui all'articolo 1, comma 3, lettera q), della legge 15 marzo 1997, n. 59" (ossia "istruzione universitaria, ordinamenti scolastici, programmi scolastici, organizzazione generale dell'istruzione scolastica e stato giuridico del personale").[8]

Il Consiglio formula pareri obbligatori sulle politiche del personale della scuola, sulla valutazione e sull'organizzazione generale del sistema scolastico nazionale, sugli standard nazionali dell'istruzione. Inoltre, il Consiglio è chiamato a dare un parere sulle proposte sottopostegli dal ministro in carica e ad esprimersi anche autonomamente su materie legislative riguardanti la pubblica istruzione. Può commissionare indagini conoscitive e farne relazione al ministro.

## Composizione

### Ex DPR 416/1974
Il Consiglio istituito dai "Provvedimenti delegati sulla scuola" era composto da 71 (settantuno) membri, così selezionati:
- 47 seggi riservati agli insegnanti, così divisi (salvo l'assegnazione obbligatoria di minimo un posto in rappresentanza delle scuole di lingua tedesca, slovena e delle scuole della Valle d'Aosta):
  - 4 (quattro) docenti eletti rappresentanti della scuola materna statale;
  - 14 (quattordici) docenti eletti rappresentanti della scuola elementare statale;
  - 14 (quattordici) docenti eletti rappresentanti della scuola media statale;
  - 11 (undici) docenti eletti rappresentanti della scuola superiore statale;
  - 3 (tre) docenti eletti rappresentanti delle scuole statali di istruzione artistica;
  - 1 (uno) docente eletto rappresentante delle scuole statali italiane all'estero;
- 3 (tre) docenti designati dal ministro rappresentanti delle scuole pareggiate, parificate o legalmente riconosciute;
- 3 (tre) rappresentanti eletti dagli ispettori scolastici;
- 1 (uno) preside eletto rappresentante della scuola media statale;
- 1 (uno) preside eletto rappresentante della scuola superiore statale;
- 1 (uno) preside eletto rappresentante delle scuole statali di istruzione artistica;
- 2 (due) direttori didattici eletti rappresentanti delle scuole elementari statali;
- 1 (uno) preside delle scuole pareggiate, parificate o legalmente riconosciute, designato dal ministro;
- 3 (tre) rappresentanti eletti del personale non docente delle scuole statali;
- 5 (cinque) imprenditori designati dal Consiglio nazionale dell'economia e del lavoro;
- 2 (due) rappresentanti eletti dell'amministrazione scolastica centrale e periferica;
- 2 (due) rappresentanti del Consiglio universitario nazionale (CUN).[9]

Le ultime elezioni ex DPR 416/74, si sono tenute nel 1996.

### Ex D. lgs 233/1999
Il Consiglio "riformato" nel 1999 è composto da 36 (trentasei) membri, così selezionati:
- 15 (quindici) docenti eletti dagli organi collegiali locali, garantendo almeno un rappresentante per ogni grado dell'istruzione;[6]
- 15 (quindici) nominati dal ministro: di questi, 3 (tre) devono essere designati dalla cosiddetta "Conferenza Stato-Regioni" e 3 (tre) dal Consiglio nazionale dell'economia e del lavoro;[6]
- 1 (uno) è eletto dalle scuole di lingua tedesca;
- 1 (uno) è eletto dalle scuole di lingua slovena;
- 1 (uno) è eletto dalle scuole della Valle d'Aosta;
- 3 (tre) sono nominati dal ministro in rappresentanza delle scuole pareggiate, parificate e legalmente riconosciute e di quelle gestite dagli enti locali, su designazione delle rispettive associazioni.[6]

Le province autonome di Trento e di Bolzano hanno diritto ad inviare un proprio componente aggiuntivo al Consiglio qualora esso sia chiamato a discutere argomenti concernenti l'assetto dell'istruzione nelle due province (DPR 89/1983 e 405/1988).
La carica dura cinque anni, e, così come già previsto nel 1974 dai Provvedimenti delegati sulla scuola, non è compatibile con altre cariche elettive nazionali od europee né con incarichi di governo. Le liste sono unitarie su tutto il territorio nazionale.